# Ugrunaaluk kuukpikensis
Ugrunaaluk kuukpikensis es la única especie conocida del género dudoso extinto Ugrunaaluk de dinosaurio onitópodo hadrosáurido, que vivió a finales del período Cretácico, hace aproximadamente 70 millones de años durante el Maastrichtiense, en lo que es hoy Norteamérica. Fue hallado en la zona del Ártico de Alaska, Estados Unidos. El nombre del género se deriva del idioma iñupiaq, la lengua de los esquimales inuit de Alaska, y significa '"herbívoro antiguo".

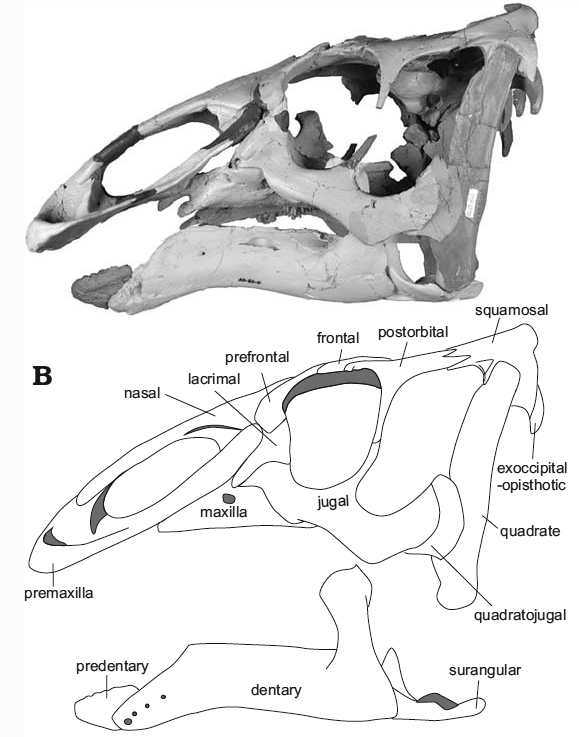
Cráneo reconstruido de un ejemplar juvenil de Ugrunaaluk.

A partir de la década de 1980, se han descubierto en Alaska cerca de seis mil huesos de dinosaurios hadrosáuridos, en la cuenca del río Colville. Estos fueron hallados al norte de Umiat en el lecho de huesos de Liscomb. Al principio fueron identificados como pertenecientes a algún miembro de la subfamilia de los Lambeosaurinae. Posteriormente fueron referidos a Edmontosaurus, más específicamente a Edmontosaurus regalis, un miembro de los Saurolophinae. La identificación definitiva fue obstaculizada por el hecho de que muchos de los huesos hallados eran de ejemplares juveniles. En 2014, Hirotsugu Mori resolvió este problema al clasificar estadísticamente el material fósil por clases según su tamaño y luego comparar los huesos de Alaska con los especímenes conocidos de Edmontosaurus annectens del mismo tamaño. Concluyó que representaban, seguramente, dos especies distintas.
El descubrimiento del nuevo género fue publicado el 22 de septiembre de 2015 por Hirotsugu Mori, Patrick Druckenmiller y Gregory Erickson. Sin embargo, la identificación de Ugrunaaluk como un género separado fue cuestionada en 2017 por un estudio realizado por Hai Xing y colaboradores, quienes lo consideraron como un nomen dubium indistinguible de otros especímenes de Edmontosaurus. En 2020, Takasaki y colaboradores, publicaron un estudio sobre la anatomía de los fósiles y el estado taxonómico de esta especie, ellos consideran que Ugrunaaluk es un sinónimo más moderno de Edmontosaurus.